# John Thomas Perceval
Pour les articles homonymes, voir John Perceval et Perceval (homonymie).
 (octobre 2022).
Si vous disposez d'ouvrages ou d'articles de référence ou si vous connaissez des sites web de qualité traitant du thème abordé ici, merci de compléter l'article en donnant les références utiles à sa vérifiabilité et en les liant à la section « Notes et références ».
John Thomas Perceval (14 février – 28 février 1876) est un militaire et écrivain britannique. 

## Biographie
Il est le fils de Spencer Perceval, Premier ministre britannique de 1809 jusqu'à son assassinat en 1812.
Il passe un an à l’asile Brislington House, puis deux à Ticehurst House Hospital. 
il tient un journal dénonçant les traitements pratiqués à l'époque (perte d'une oreille à la suite de saignées, immobilisation, etc..) et décrivant sa reprise de contrôle sur son esprit. 
Une fois sorti, il consacre sa vie à lutter contre les abus envers les personnes étiquetées "folles". Il fait sortir de l'asile plusieurs personnes saines d'esprit et opposantes au roi. Il a beaucoup œuvré pour humaniser les asiles. 